# Hinotori (canção)
"Hinotori" (火の鳥) é o nono single da banda japonesa de rock Fanatic Crisis, lançado em 1 de julho de 1998 pela For Life Records. A canção foi usada como tema de encerramento do programa de televisão Guruguru Ninety Nine. Ela é notada como a canção mais famosa e representativa da banda.
Foi incluída no álbum de estúdio The.Lost.Innocent e na compilação de greatest hits THE BEST of FANATIC◇CRISIS Single Collection 01, lançada diante da separação da banda em 2005. Em 2023, três membros do Fanatic Crisis se reuniram e regravaram a canção, lançando-a no álbum Tenseism.
A canção foi composta por Tsutomu Ishizuki e o guitarrista Kazuya. A revista CD Journal elogiou os vocais de Ishizuki e comentou que o som "fica mais melódico no decorrer do refrão, e nele ascende com um ritmo repetitivo e fluido".

## Desempenho comercial
Alcançou a décima posição na Oricon Singles Chart e permaneceu na parada por 11 semanas. Estreou em oitavo na Billboard Japan.
Vendeu 136,880 cópias enquanto esteve na Oricon, se tornando o single mais vendido da banda.

## Faixas
Todas as letras escritas por Tsutomu Ishizuki. 
| N.º            | Título                                                  | Música                    | Duração |  |
| 1.             | "Hinotori" (火の鳥)                                     | Tsutomu Ishizuki e Kazuya | 4:28    |  |
| 2.             | "Blue Earth -Hanasaku Okade-" (BLUE EARTH -花咲く丘で-) | Tsutomu Ishizuki e Shun   | 6:32    |  |
| 3.             | "Hinotori" (Vox Less Version)                           | Tsutomu Ishizuki e Kazuya | 4:29    |  |
| Duração total: | Duração total:                                          | Duração total:            | 15:28   |  |

## Ficha técnica
Fanatic Crisis
- Tsutomu Ishizuki − vocais
- Kazuya − guitarra solo
- Shun − guitarra rítmica
- Ryuji − baixo
- Tohru − bateria